# Зачарованная (саундтрек)
Зачарованная (саундтрек) (англ. Enchanted: Soundtrack from the Motion Picture) — это саундтрек к одноименному фильму Disney 2007 года. Он был выпущен 20 ноября 2007 года на лейбле Walt Disney Records и содержит 15 аудио-треков, включая пять оригинальных песен, использованных в фильме, а также музыку к фильму. Песни и музыка в оркестровке Кевина Клиша, Дэнни Труба и Блейка Нили были исполнены голливудским симфоническим оркестром Hollywood Studio Symphony под управлением дирижёра Майкла Косарина. Хотя песня «Ever Ever After» не выпускалась в виде сингла, на неё было снято музыкальное видео, включённое в состав CD с саундтреком.

## Трек-лист
Вся музыка написана Аланом Менкеном, а слова - Стивеном Шварцем, кроме 15 трека, написанного Джеком Бруксом и Гарри Уорреном. Вся музыка к фильму составлена и спродюсирована Менкеном. Все песни спродюсированы Менкеном и Шварцем, кроме 5 трека, спродюсированного Марком Брайтом, и 15 трека, спродюсированного Блейком Нили.
| №                   | Название                           | Исполнитель(и)             | Длительность |
| ------------------- | ---------------------------------- | -------------------------- | ------------ |
| 1.                  | «True Love's Kiss»                 | Эми Адамс и Джеймс Марсден | 3:13         |
| 2.                  | «Happy Working Song»               | Эми Адамс                  | 2:11         |
| 3.                  | «That's How You Know»              | Эми Адамс и Марлон Сондерс | 3:49         |
| 4.                  | «So Close»                         | Джон Маклафлин             | 3:49         |
| 5.                  | «Ever Ever After» (Record Version) | Кэрри Андервуд             | 3:31         |
| 6.                  | «Andalasia» (Score)                | Алан Менкен                | 1:47         |
| 7.                  | «Into the Well» (Score)            | Алан Менкен                | 4:42         |
| 8.                  | «Robert Says Goodbye» (Score)      | Алан Менкен                | 3:16         |
| 9.                  | «Nathaniel and Pip» (Score)        | Алан Менкен                | 4:03         |
| 10.                 | «Prince Edward's Search» (Score)   | Алан Менкен                | 2:24         |
| 11.                 | «Girls Go Shopping» (Score)        | Алан Менкен                | 1:41         |
| 12.                 | «Narissa Arrives» (Score)          | Алан Менкен                | 1:34         |
| 13.                 | «Storybook Ending» (Score)         | Алан Менкен                | 10:44        |
| 14.                 | «Enchanted Suite» (Score)          | Алан Менкен                | 4:36         |
| 15.                 | «That's Amore»                     | Джеймс Марсден             | 3:05         |
| Общая длительность: | Общая длительность:                | Общая длительность:        | 54:27        |

## Чарты
| Чарт (2007-08)                    | Высшая позиция |
| --------------------------------- | -------------- |
| США (Billboard 200)               | 39             |
| США (Billboard Soundtrack Albums) | 5              |

| Чарт (2008)                      | Позиция |
| -------------------------------- | ------- |
| US Billboard 200                 | 135     |
| US Soundtrack Albums (Billboard) | 13      |